# Estoa sur II (Atenas)

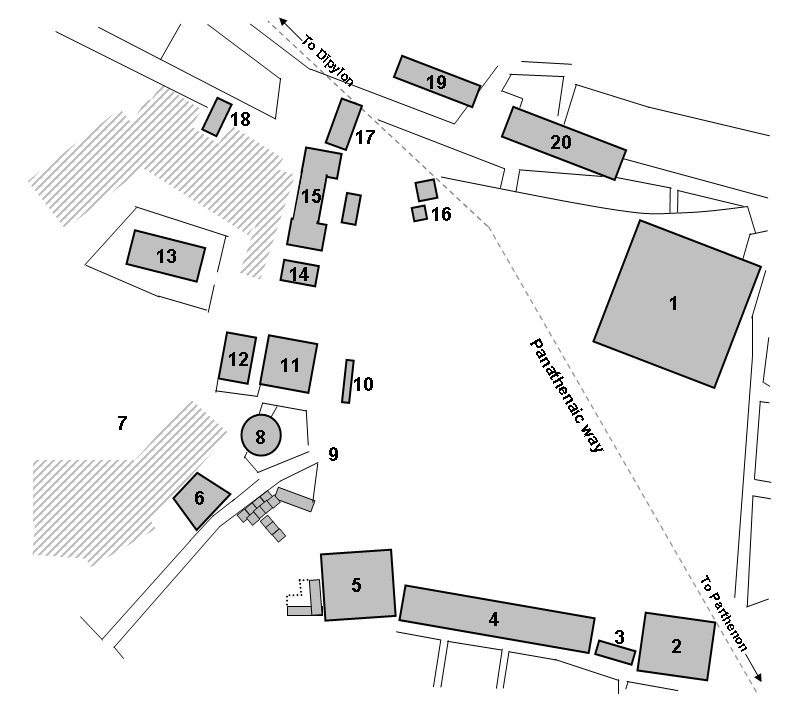
Plano del ágora de Atenas: la Estoa sur II es el número 4.

La Estoa sur II de Atenas era una estoa ubicada en el lado sur del ágora de Atenas, entre el tribunal de la Heliea y la fuente Eneacrunos, construida para reemplazar a la Estoa sur I.

## Descripción
Fue edificada en la segunda mitad del siglo II a. C. Constaba de una sola columnata de 30 columnas dóricas de piedra caliza, abierta al norte.
La superestructura reutilizaba elementos de un edificio del siglo IV a. C. Su único adorno era una pequeña fuente situada en la pared trasera (sur). El edificio fue situado al oeste de la Estoa sur I, a la que reemplazaba, para hacer sitio a los niveles inferiores de la Plaza sur del ágora.